# Peazemerlannen
De Peazemerlannen is een natuurgebied van 485 hectare bij Paesens en Moddergat in het noorden van Friesland. Dit buitendijkse gebied is een onderdeel van het Werelderfgoed Waddenzee en een overgangsgebied tussen de zeedijk en de slikvelden van de Waddenzee.
In 1973 sloeg een extreem zware storm een gat in de dijk met de Waddenzee. Herstel van de dijk werd te duur geacht waardoor de Waddenzee vrij spel kreeg in het noordelijke deel van de polder. In het daarna ontstane kwelderlandschap liggen een zomerpolder, een kwelder en kwelderwerken. Het gebied wordt veel bezocht door vogelsoorten als rotgans, brandgans en kluut. Op de kwelder komen grote kolonies meeuwen en sterns voor. Zilverplevieren, Zwarte ruiters en groenpootruiters worden veelal langs de sliksloten angetroffen. In de zomerpolders broeden scholeksters, kieviten, tureluurs en kluten. 
De strandjes die bij de doorgebroken dijk zijn ontstaan, bieden een broedplaats aan enkele paartjes van de bontbek- en strandplevier.
Doordat de kwelders door opslibbing hoger kwamen te liggen verruigde het gebied.

## Zeemijnmonument
Ten zuiden van de Peazemerlannen staat sinds 2015 een monument voor zeemijnslachtoffers aan het fietspad Dyksterwei nabij het einde van de Lytse Wei. Hiermee worden vijf marinemannen van de springgroep en drie burgers herdacht die op 10 september 1945 omkwamen bij het onschadelijk maken van een aangespoelde Duitse zeemijn in de Paezemerlannen nabij deze plek (ongeveer 300 meter uit de zomerdijk bij de Punt van de Bant). Het monument werd geplaatst op initiatief van een oud-bewoner van Moddergat en bestaat uit een oude zeemijn waarvan de herkomst zelf niet vermeld is.

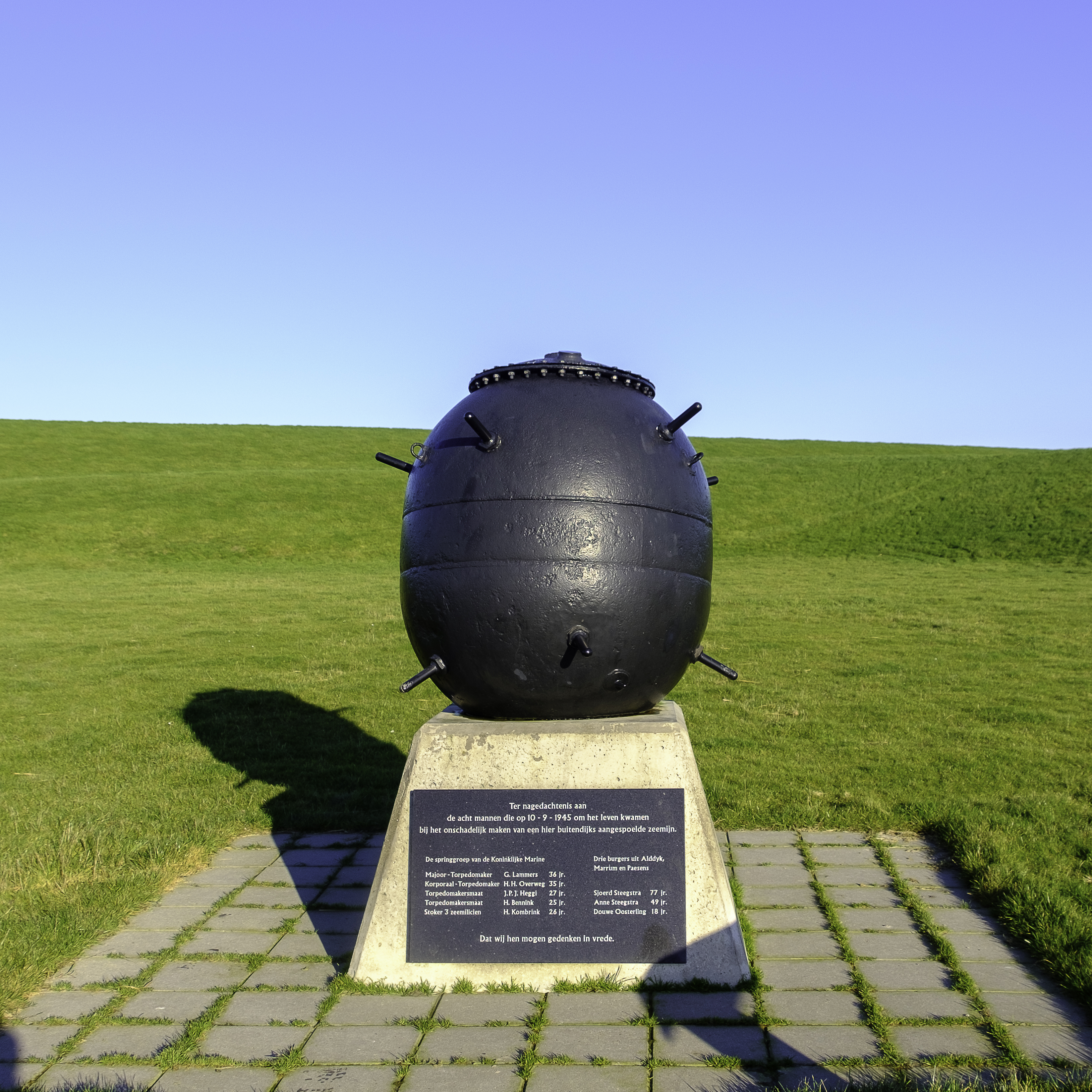
Monument voor de zeemijnslachtoffers die in 1945 vielen in de Peazemerlannen

Aeltsjemar
· De Alde Feanen
· Bakkeveense Duinen
· Bancopolder
· Bekhofschaans
· Bjirmen
· Blauhúster Puollen
· Bocht fan Molkwar
· Botmar
· Bouwepet
· Buismans Einekoai
· Bûtenfjild
· Van Coehoornbosk
· Delleboersterheide
· Diakonieveen
· Dobbe Stienser Aldlân
· Dobben Hurdegarypsterwarren
· Dunegeaster- en Follegeasterpolder
· Dyksfearten
· Eanjumerkolken
· Easterskar
· Einekoai Piaam
· Einekoaien Lytse Geast
· De Fluezen
· Grikelân en Turkije
· Grutte Wielen
· Heide Hulstreed
· De Hon
· Huitebuersterbûtenpolder
· Joodse begraafplaats Tacozijl
· Joodse begraafplaats Noordwolde
· Kapellepôle
· Ketelermar
· Ketliker Skar
· Kobbelân
· Lendebos
· Lindevallei
· Liphústerheide
· Makkumersúdmar
· Makkumerwaarden
· Mandefjild
· Martenastate
· Meulebos
· Meulereed
· Mokkebank
· Mûntsebuorsterpolder
· Noard-Fryslân Bûtendyks
· 't Oerd
· Ottema Wiersma reservaat
· Park Huize Olterterp
· Park Jongemastate
· Peazemerlannen
· Petgatten De Feanhoop
· Polders Koarnwert
· Ringwiel
· Rysterbosk
· De Ryp
· Schaopedobbe
· Séfonsterpolder
· Sippen-finnen
· Skiedingsboskje
· Slachtedyk
· Steile Bank
· Stokersdobbe
· Sudermarpolder
· Syp Set
· Taconisbosk
· Tsjongerwâlen
· Teroelster Sipen
· Unlân fan Jelsma
· Van Asperen einekoaien
· Warkumermar
· Warkumerwaard
· 't West
· Wilhelmina-oard
· Ychtenerfeanpolder